# Comuna Poiana Câmpina, Prahova
Poiana Câmpina (în trecut, Poiana, Poiana Sărată și Poiana de Prahova) este o comună în județul Prahova, Muntenia, România, formată din satele Bobolia, Pietrișu, Poiana Câmpina (reședința) și Răgman.

## Așezare
Comuna se află pe malul drept al râului Prahova, în dreptul municipiului Câmpina de pe malul celălalt. Este traversată de șoseaua județeană DJ100E care spre est duce la Câmpina (DN1) și mai departe spre Telega; și spre est duce către Provița de Jos și Adunați. La Poiana Câmpina, din acest drum se ramifică șoseaua județeană DJ101P, care duce spre sud de-a lungul Prahovei la Florești și Filipeștii de Târg. Prin comună trece și calea ferată Ploiești-Brașov, pe care este deservită de gara Câmpina și de halta Bobolia.

## Demografie
Componența etnică a comunei Poiana Câmpina
     Români (87,87%)
     Romi (1,95%)
     Alte etnii (0,21%)
     Necunoscută (9,97%)
Componența confesională a comunei Poiana Câmpina
     Ortodocși (87,46%)
     Alte religii (2,06%)
     Necunoscută (10,48%)
Conform recensământului efectuat în 2021, populația comunei Poiana Câmpina se ridică la 4.361 de locuitori, în scădere față de recensământul anterior din 2011, când fuseseră înregistrați 4.746 de locuitori. Majoritatea locuitorilor sunt români (87,87%), cu o minoritate de romi (1,95%), iar pentru 9,97% nu se cunoaște apartenența etnică. Din punct de vedere confesional, majoritatea locuitorilor sunt ortodocși (87,46%), iar pentru 10,48% nu se cunoaște apartenența confesională.

## Politică și administrație
Comuna Poiana Câmpina este administrată de un primar și un consiliu local compus din 13 consilieri. Primarul, Sergiu Constanda[*], de la Partidul Național Liberal, este în funcție din octombrie 2020. Începând cu alegerile locale din 2024, consiliul local are următoarea componență pe partide politice:
|  | Partid                          | Consilieri | Componența Consiliului | Componența Consiliului | Componența Consiliului | Componența Consiliului | Componența Consiliului | Componența Consiliului | Componența Consiliului | Componența Consiliului | Componența Consiliului |
|  | ------------------------------- | ---------- | ---------------------- | ---------------------- | ---------------------- | ---------------------- | ---------------------- | ---------------------- | ---------------------- | ---------------------- | ---------------------- |
|  | Partidul Național Liberal       | 9          |                        |                        |                        |                        |                        |                        |                        |                        |                        |
|  | Partidul Social Democrat        | 2          |                        |                        |                        |                        |                        |                        |                        |                        |                        |
|  | Alianța pentru Unirea Românilor | 1          |                        |                        |                        |                        |                        |                        |                        |                        |                        |
|  | Forța Dreptei                   | 1          |                        |                        |                        |                        |                        |                        |                        |                        |                        |

## Istorie
La sfârșitul secolului al XIX-lea, comuna Poiana cuprindea satele Poiana, Bobolia, Slobozia, Vrăjitoarea și Piatra de Sus, făcând parte din plaiul Prahova al județului Prahova. Pe atunci, în comună exista o școală mixtă cu 68 de elevi (dintre care 24 de fete), 5 mori și o pivă pe râul Prahova, o moară pe râul Doftana și 3 biserici — una aparținând schitului Poiana construit de spătarul Toma Cantacuzino în 1688, una în Bobolia, înființată la 1838 și una în Slobozia înființată de Mihai Cantacuzino, metoh al mănăstirii Sinaia.
Anuarul Socec din 1925 consemnează comuna Poiana în aceeași plasă, cu satele Bobolia, Piatra, Poiana, Slobozia și Vrăjitoarea, cu 2200 de locuitori. În 1931, comuna primește pentru prima oară numele de Poiana de Câmpina și este comună suburbană a comunei urbane Câmpina. În preajma lui 1938, comuna a fost inclusă în plasa Câmpina a aceluiași județ.
În 1950, comuna a fost arondată orașului regional Câmpina din regiunea Prahova și apoi (din 1952) din regiunea Ploiești. Satul Vrăjitoarea a primit în 1964 numele de Pietrișu. În 1968 comuna Poiana Câmpina a redevenit parte a județului Prahova, devenind din nou comună suburbană a orașului Câmpina. În 1989, s-a renunțat la conceptul de comună suburbană, iar Poiana Câmpina a fost subordonată direct județului Prahova.

## Monumente istorice
Singurul obiectiv din comuna Poiana Câmpina inclus în lista monumentelor istorice din județul Prahova ca monument de interes local, clasificat ca monument de arhitectură, este fostul schit „Poiana” (secolele al XVII-lea–al XVIII-lea) din satul Poiana Câmpina.

## Personalități născute aici
- Ion Bălu (1933 - 2021), critic, istoric literar.